# Leica II
Leica II (Leica D) — малоформатный дальномерный фотоаппарат, выпускавшийся немецкой компанией Ernst Leitz с 1932 до 1948 года. Разработан на основе камеры Leica Standard, к которой впервые добавлен встроенный дальномер, механически сопряжённый с фокусировкой объектива. При этом дальномер не совмещён с видоискателем, и для фокусировки и кадрирования используются раздельные окуляры.
С 1948 года под этим же обозначением выпускались упрощённые версии различных моделей Leica III. В общей сложности название Leica II использовалось для разных фотоаппаратов с 1932 по 1956 год.

## Модификации Leica II
Фотоаппарат Leica II за 24 года производства выпущен в нескольких модификациях, каждая из которых заменяла предыдущую. Самая первая модификация D, обозначалась внутризаводским кодом LYCAN, который в 1934 году заменён на AIROO. Фотоаппарат стал базовым при разработке более совершенной модели Leica III, собранной в 1933 году в таком же корпусе. В модели Leica II все выдержки в единственном диапазоне от 1/20 до 1/500 секунды переключаются одним диском, расположенным сверху на щитке дальномера. Конструкция защищена патентами 371,252 и 379,954. Фотоаппарат послужил основой при разработке прототипа репортёрской версии Leica 250 Reporter с кассетами большой ёмкости. Однако, серийная модель Reporter II унаследовала механизмы от более современной Leica III.
После прекращения выпуска в 1948 году название Leica II стали присваивать удешевлённым вариантам поздних модификаций Leica III другой конструкции. Дальномер и видоискатель всё так же оставались несовмещёнными, но их окуляры были предельно сближены, ускоряя подготовку к съёмке. Появился рычаг диоптрийной коррекции дальномера, размещённый под диском обратной перемотки плёнки. Фотоаппарат Leica IIc под внутризаводским кодом LOOSE выпускался с 1948 до 1951 года, как упрощённая версия модели IIIc. Всего выпущено 9999 экземпляров. Отличие от старшей модели состоит в отсутствующем механизме дополнительных длинных выдержек, на месте переключателя которого стоит круглая заглушка. От предыдущей версии модели II фотоаппарат отличается новой конструкцией цельнолитого шасси и увеличенной на 3 мм длиной корпуса, как у всех последующих резьбовых «Леек». Диапазон выдержек от 1/30 до 1/500 секунды.
Последняя модификация Leica IIf была также упрощённой версией модели IIIf без механизма задержки затвора. Под заводским кодом LUOON фотоаппарат выпускался с 1951 до 1956 года. Всего выпущено 370999 экземпляров. Наиболее заметное внешнее отличие модели IIf заключается в появлении синхроконтакта и регулятора его опережения, расположенного соосно под диском выдержек. Известны три версии этой модели: одна с чёрной шкалой регулятора опережения синхронизации, и две с красной шкалой и разными диапазонами выдержек. Переключатель выдержек камер с красной шкалой мог быть размечен до 1/500 или до 1/1000 секунды.
Кроме фотоаппаратов, выпущенных под названием Leica II, существуют образцы, доработанные до этой модели на заводе из более ранних, например Leica A. Фирма Ernst Leitz вплоть до 1960-х годов практиковала такой «апгрейд» для любых желающих усовершенствовать уже имеющийся фотоаппарат, который нужно было выслать для этого на завод. Опознать такие версии можно по отдельным деталям, характерным для более ранних моделей.
| Название           | Годы       | Основные отличия                                                                     | Изображение |
| ------------------ | ---------- | ------------------------------------------------------------------------------------ | ----------- |
| Leica D (Leica II) | 1932— 1948 | Базовая модель для всех последующих резьбовых «Леек»                                 |             |
| Leica IIc          | 1948— 1951 | Цельнолитое шасси в корпусе Leica IIIc без механизма длинных выдержек                |             |
| Leica IIf          | 1951— 1956 | Цельнолитое шасси в корпусе Leica IIIf без механизма длинных выдержек. Синхроконтакт |             |

Почти одновременно с выходом Leica II фирма Carl Zeiss выпустила малоформатный фотоаппарат Contax I, так же оснащённый встроенным сопряжённым дальномером. Несмотря на передовые технические решения, такие как более удобная зарядка, байонетное крепление объективов и увеличенная база дальномера, Contax не смог превзойти популярность Leica, сочетавшей отличное качество негативов с неприхотливостью. Простой затвор Leica II с более скромными характеристиками оказался значительно надёжнее механизма с вертикальным ходом металлических шторок, остававшегося самым слабым местом камер Contax до конца своего выпуска. Тем не менее, многолетняя конкуренция Leica и Contax способствовала совершенствованию обеих конструкций, задававших стандарты для всего мирового фотоаппаратостроения.

## Технические характеристики базовой версии

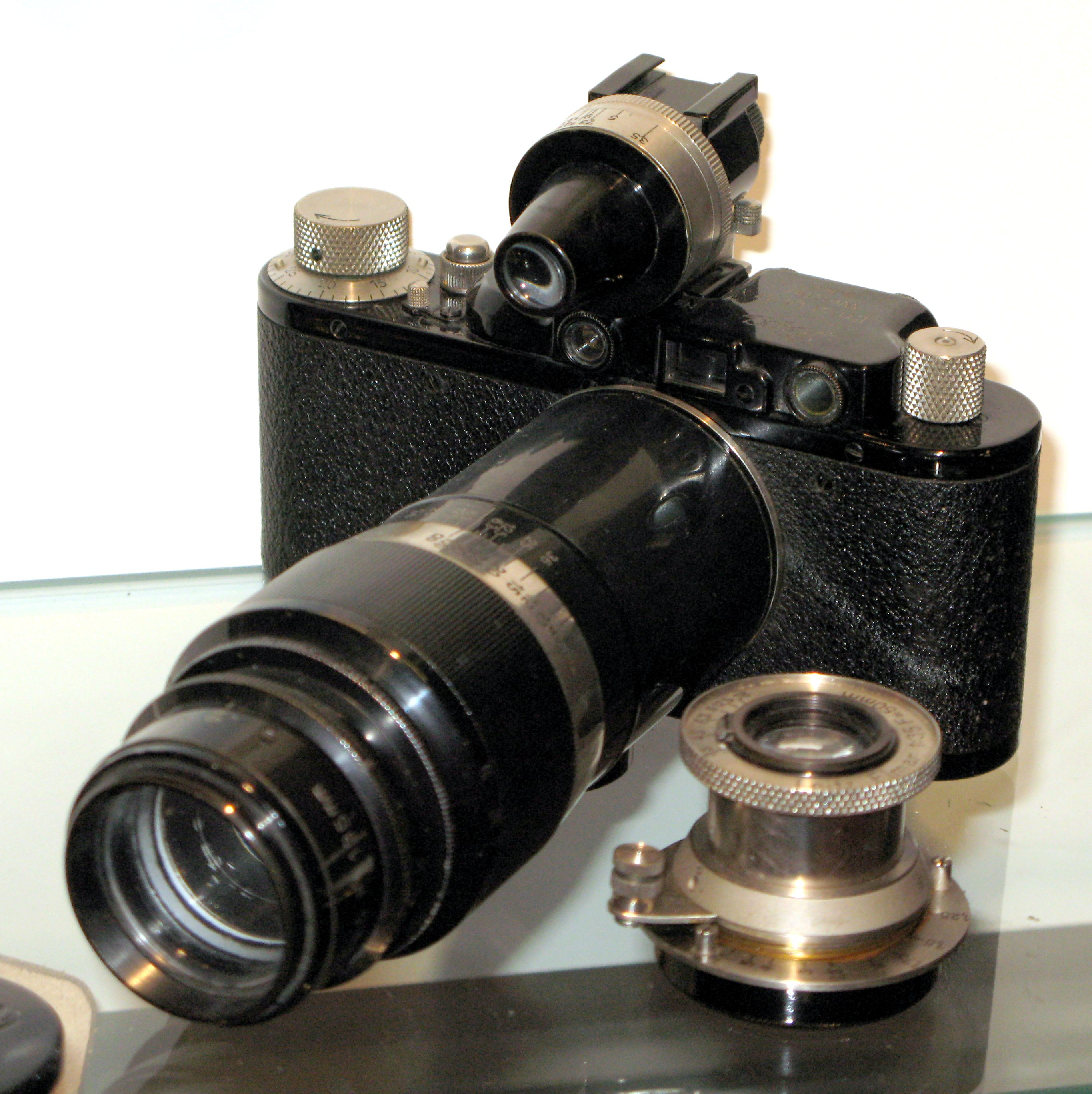
Базовая модификация Leica II со сменными объективами и универсальным видоискателем

- Тип применяемого фотоматериала — 35-мм киноплёнка;
- Размер кадра 24×36 мм;
- Корпус металлический, со съёмной нижней крышкой;
- Взвод затвора и перемотка плёнки совмещёны;
- Автоматический счётчик кадров с ручной установкой первого кадра;
- Обратная перемотка плёнки цилиндрической головкой;
- Видоискатель не совмещён с дальномером;
- Увеличение окуляра видоискателя 0,44×, окуляра дальномера 1,0×;
- Эффективная база дальномера равна номинальной и составляет 39 мм[10];
- Фотозатвор — механический фокальный, с горизонтальным движением матерчатых шторок;
- Выдержки затвора от 1/20 до 1/500 с и «В (Z)»;
- Синхроконтакт и автоспуск отсутствуют;
- Крепление объектива — резьбовое соединение M39×1 с рабочим отрезком 28,8 мм;
- Штатный объектив — Leitz Elmar 3,5/50 или Leitz Summar 2,0/50. Оба собраны в тубусных (складных) оправах, в нерабочем состоянии убирающихся внутрь корпуса фотоаппарата;

На момент выхода Leica II для неё выпускались также сменные объективы с фокусными расстояниями от 35 до 135 мм. До конца Второй мировой войны вся эта оптика оставалась непросветлённой. Большой ассортимент объективов поставлялся специально для Leica фирмой Carl Zeiss, считавшейся лидером объективостроения.

## Копии и клоны Leica II

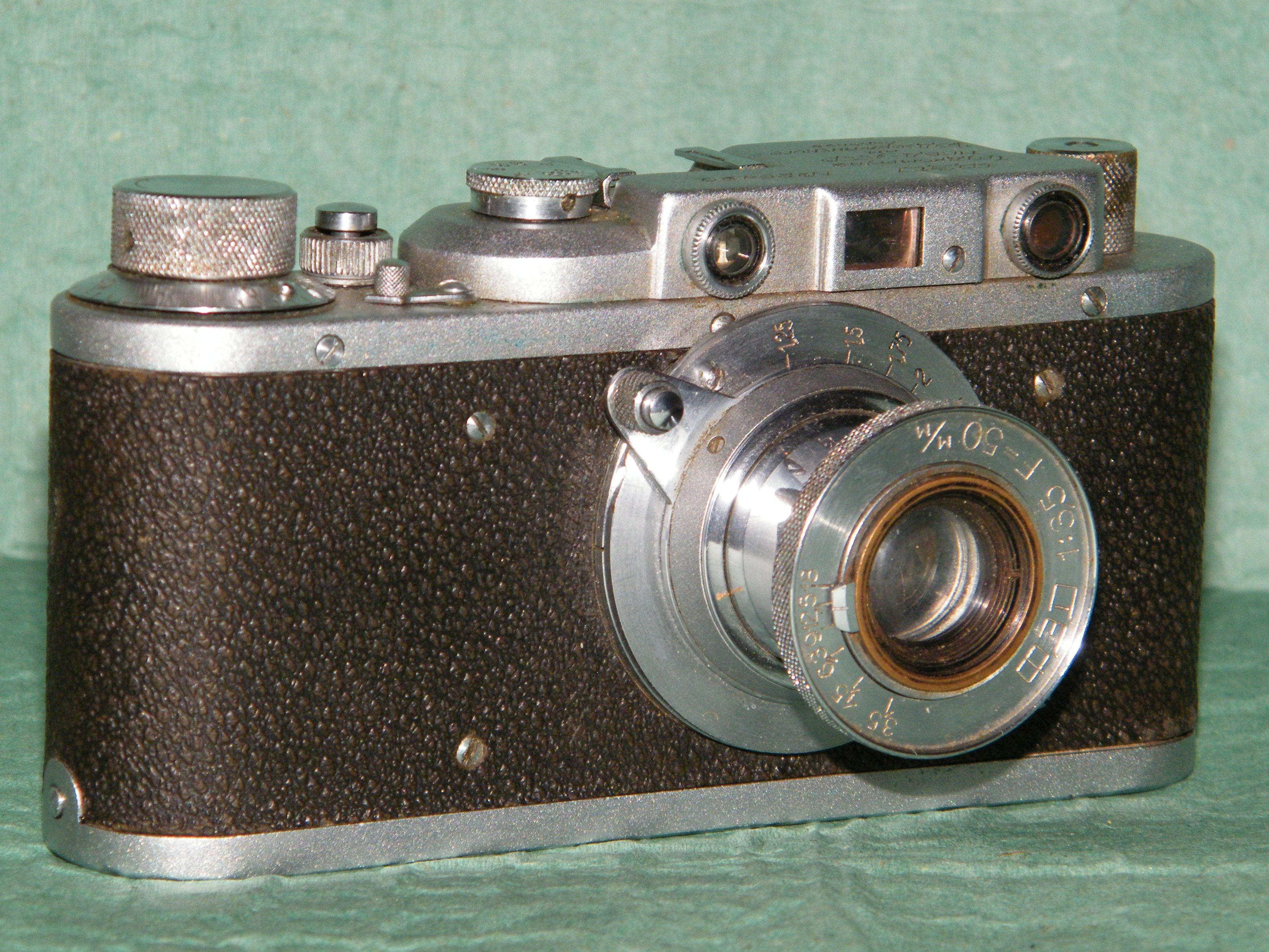
Фотоаппарат «ФЭД»

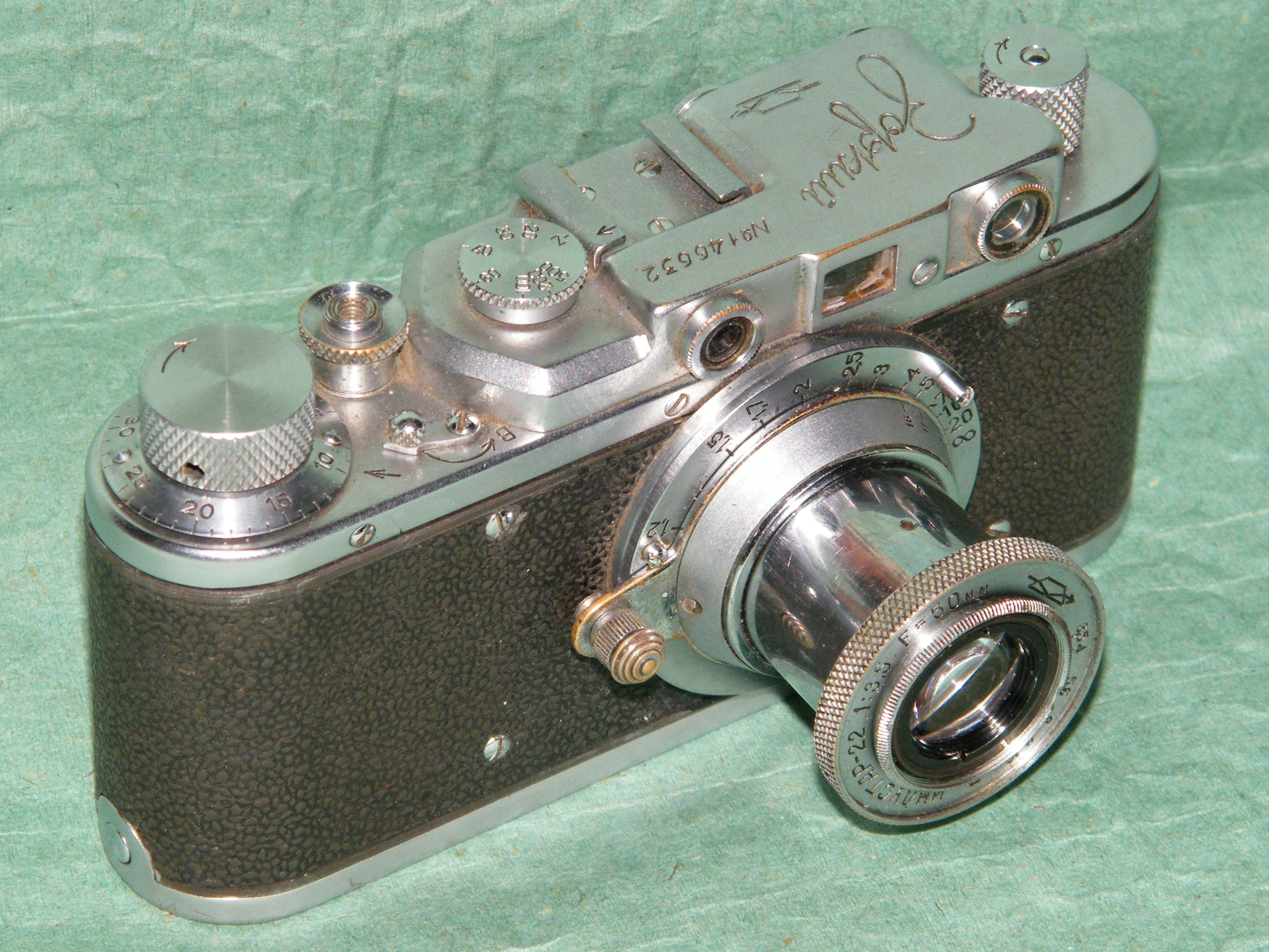
Фотоаппарат «Зоркий»

Популярность первых моделей Leica оказалась так высока, что основные элементы её конструкции стали использоваться большинством производителей фототехники. В Японии выпуск аналогичных фотоаппаратов Kwanon был начат в 1934 году компанией Seiki-Kogaku Kenkyusho, позднее переименованной в Canon. В первой модели, разработанной на основе Leica II, заводная головка со счётчиком кадров была вынесена на переднюю стенку, а дальномер совмещён с видоискателем. К моменту заключения Антикоминтерновского пакта в 1936 году технические решения Leica были запатентованы в Японии, сделав невозможным копирование до конца войны.
Однако, на территории Китая и СССР патенты Leica не были зарегистрированы, что позволило этим странам беспрепятственно копировать камеру. В январе 1934 года Харьковской трудкоммуной им. Ф. Э. Дзержинского запущен массовый выпуск фотоаппарата «ФЭД», который был почти точной копией базовой версии Leica II. Тогда же выпуск небольшой партии фотоаппаратов «ФАГ» сходной конструкции осуществлён на московском заводе «Геодезия». Стоимость камеры «ФАГ» первых серий из 300 экземпляров составляла 700 рублей. Выпуск «ФЭД» продолжался вплоть до 1955 года, когда модель была заменена собственной разработкой на её основе. Несмотря на оригинальное название, советские фотографы называли «ФЭД» по привычке «Лейкой». По окончании Второй мировой войны все немецкие патенты были аннулированы победившими странами, а конструкция «Лейки» получила статус общественного достояния. Поэтому выпуск копий фотоаппаратов Leica был начат во всём мире, однако большинство компаний копировало более современную Leica III.
После войны техническая документация на фотоаппарат «ФЭД» передана на Красногорский механический завод. С 1948 года в Красногорске начато производство ещё одной копии Leica II. Первые красногорские фотоаппараты носили название «ФЭД» с логотипом КМЗ, до 1949 года — «ФЭД 1948 Зоркий», с 1950 года — «Зоркий». В дальнейшем на КМЗ появились самостоятельные разработки — «Зоркий-2», «Зоркий-С» и «Зоркий-2С», созданные на основе первых фотоаппаратов.
В первые постперестроечные годы было широко распространено изготовление подделок под раннюю Leica II из её советских копий. Внешнее сходство и практически одинаковое устройство позволяют после замены надписей выдавать их за настоящую «Лейку» ранних годов выпуска, продавая на международных аукционах по высоким ценам. С распространением Интернета выдать «ФЭД» или «Зоркий» за «Лейку» стало значительно труднее, поскольку информация о принципиальных различиях оказалась легко доступной даже неопытным коллекционерам. В настоящее время (2015 год) «русские копии» продаются открыто по умеренным ценам для любителей фотоэкзотики.